# 戈梅尔
戈梅尔（法語：Gomer，法語發音：[ɡɔmɛʁ]）是法国大西洋比利牛斯省的一个市镇，属于波城区。

## 地理
戈梅尔（43°14'58"N, 0°11'24"W）面积3.24 平方千米，位于法国新阿基坦大区大西洋比利牛斯省，该省份为法国东南部省份，涵盖了贝阿恩与北巴斯克，西临大西洋比斯開灣，北至朗德省，东北接热尔省，东临上比利牛斯省，南与西班牙接壤。
与戈梅尔接壤的市镇（或旧市镇、城区）包括：伯斯特、博埃伊-伯赞、埃斯波埃、吕加里耶、苏穆卢。
戈梅尔的时区为UTC+01:00、UTC+02:00（夏令时）。

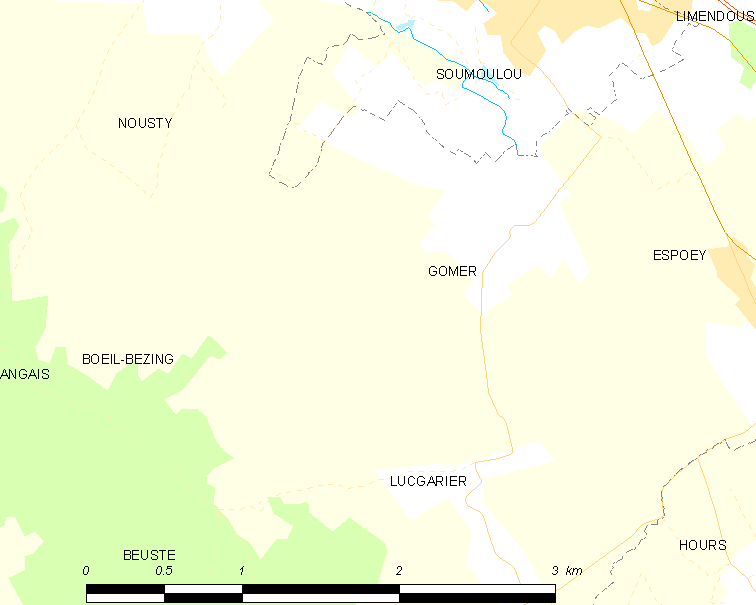
戈梅尔的OSM定位图

## 行政
戈梅尔的邮政编码为64420，INSEE市镇编码为64246。

## 政治
戈梅尔所属的省级选区为乌斯河与拉关河河谷县。

## 人口

1962-2008年间戈梅尔人口变化图示

戈梅尔于2022年1月1日时的人口数量为302人。